# اچ‌ام‌اس فیجی (۵۸)
اچ‌ام‌اس فیجی (۵۸) (به انگلیسی: HMS Fiji (58)) یک کشتی بود که طول آن ۱۶۹٫۳ متر (۵۵۵ فوت) بود. این کشتی در سال ۱۹۳۹ ساخته شد.